# Листопад 2001
Листопад 2001 — одинадцятий місяць 2001 року, що розпочався у четвер 1 листопада та закінчився у п'ятницю 30 листопада.

## Події
- 4 листопада — ураган Мішель уражає Кубу.
- 5 листопада — в  ООН прийнята Резолюція A/RES/56/4, про щорічне відзначання Міжнародного дня запобігання експлуатації довкілля під час війни та збройних конфліктів — 6-го листопада[1]
- 16 листопада — виходить перший фільм про Гаррі Поттера — «Гаррі Поттер і філософський камінь»